# 액 (불교)
액(軛)은 다음의 분류, 그룹 또는 체계의 한 요소이다.
- 번뇌의 여러 다른 이름 가운데 하나이다.[1][2][3][4]
- 번뇌의 여러 다른 이름 가운데 하나인 폭류(暴流)와 그 뜻은 따르지만, 그 실체 즉 자성(自性)은 동일하다.[5]

액(軛, 산스크리트어: yoga, yuga, dhura, 티베트어: sbyor ba, 영어: yoke)은 문자 그대로는 소나 말 등의 가축에게 씌우는 멍에를 말하며, 속박(束縛) · 기반(羈絆) 또는 굴레의 뜻으로, 번뇌의 다른 말이다. 액(扼: 잡음, 누름, 움켜쥠, 멍에)이라고도 한다.
액(軛)은 번뇌가 이계(離繫) 즉 '3계에 속박된 상태를 떠나는 것'을 장애한다는 것을 뜻하며, 또한 번뇌가 유정으로 하여금 5취 · 4생 · 9지에서 가볍거나 무거운 괴로움[苦]을 받게 하고 그 괴로움과 화합하게 한다는 것을 뜻한다. 번뇌가 괴로움을 겪게 한다는 것, 즉 번뇌를 벗어나지 못한 상태이면 반드시 그것에 따른 괴로움과 만나게[和合] 된다는 것을 강조하는 표현이다.
통상적으로 액(軛)은 욕액(欲軛) · 유액(有軛) · 견액(見軛) · 무명액(無明軛)의 4액(四軛)으로 나뉜다. 4액은 욕폭류(欲暴流) · 유폭류(有暴流) · 견폭류(見暴流) · 무명폭류(無明暴流)의 4폭류(四暴流: 4가지 사나운 흐름)와 일치한다. 즉, 각각에 포함되는 번뇌가 서로 일치한다. 즉, 실체 즉 자성(自性)이라는 측면에서는 4액과 4폭류는 동일하다. 하지만, 그 뜻 즉 의미에 있어서는 액(軛: 멍에)과 폭류(暴流: 사나운 흐름)로 차이가 있다.

## 액의 뜻

### 일반적인 뜻
액(軛, 산스크리트어: yoga, yuga, dhura, 티베트어: sbyor ba, 영어: yoke)은 멍에 · 속박(束縛) · 기반(羈絆) 또는 굴레를 뜻하는데,
이 낱말의 일반 사전적인 뜻은 다음과 같다.
- 멍에: ① 수레나 쟁기를 끌기 위하여 말이나 소 등의 목에 얹는 구부러진 막대 ② 쉽게 벗어날 수 없는 구속이나 억압을 비유적으로 이르는 말

- 속박(束縛): ① 몸을 자유롭지 못하게 얽어맴 ② 어떤 행위를 자유로이 못하도록 얽어매거나 제한을 더함. 얽어맴. 묶음

- 기반(羈絆): ① 굴레 ② 굴레를 씌우듯 자유를 얽매는 일

- 굴레: 말이나 소 등을 부리기 위하여 머리와 목에서 고삐에 걸쳐 얽어매는 줄

또한, 액(軛)은 액(扼)이라고도 하는데, 이 낱말의 일반 사전적인 뜻은 다음과 같다.
- 액(扼): 잡다, 누르다. 움켜쥐다, 가지다, 멍에

### 논서의 뜻
부파불교와 대승불교의 논서인 《아비달마구사론》 제20권, 《유가사지론》 제8권, 《집론》 제4권, 《잡집론》 제7권에 따르면,
액(軛, 산스크리트어: yoga, yuga, dhura, 티베트어: sbyor ba, 영어: yoke)은 다음을 뜻한다.
- 합(合) 즉 화합(和合): 번뇌가 유정을 3계(三界) · 5취(五趣) · 4생(四生)과 화합시킨다는 것을 뜻한다.

- 사행방편(邪行方便): 번뇌가 사행(邪行)의 방편 · 길 또는 원인이 된다는 것을 뜻한다.

- 장애이계(障礙離繫): 번뇌가 이계(離繫) 즉 '속박을 벗어나는 것'를 장애한다는 것을 뜻한다.

## 경론별 설명

### 구사론
부파불교의 설일체유부의 논서 《아비달마구사론》 제20권에 따르면,
수면(隨眠) 즉 근본번뇌에는 미세(微細) · 2수증(二隨增) · 수축(隨逐: 따라 다님) · 수박(隨縛) · 주(住: 머묾) · 유(流: 유전) · 표(漂: 표류) · 합(合: 화합) · 집(執: 집취)의 뜻이 있는데, 이들 가운데 합(合: 화합)이 액(軛)에 해당한다. 즉, 액(軛)은 수면 즉 근본번뇌가 지닌 '합(合: 화합)'의 성질 또는 작용을 강조하는 '수면의 다른 명칭' 즉 '번뇌의 다른 명칭'이다.
액(軛)은 수면(隨眠) 즉 근본번뇌가 유정을 3계(三界) · 5취(五趣) · 4생(四生)과 화합(和合)시킨다는 것을 뜻한다.

### 유가사지론
대승불교의 유식유가행파의 논서 《유가사지론》 제8권과 제89권에 따르면,
액(軛)은 번뇌의 다른 이름인 결(結) · 박(縛) · 수면(隨眠) · 수번뇌(隨煩惱) · 전(纏) · 폭류(暴流) · 액(軛) · 취(取) · 계(繫) · 개(蓋) · 주올(株杌) · 구(垢) · 상해(常害) · 전(箭) · 소유(所有) · 근(根) · 악행(惡行) · 누(漏) · 궤(匱) · 소(燒) · 뇌(惱) · 유쟁(有諍) · 화(火) · 치연(熾然) · 조림(稠林) · 구애(拘礙) 가운데 하나이다.
액(軛)은 사행방편(邪行方便)을 뜻한다. 즉, 번뇌가 유정으로 하여금 사행(邪行)을 행하게 하는 방편 · 길 또는 원인이 된다는 것을 뜻한다.
액(軛)은 특히 욕액(欲軛) · 유액(有軛) · 견액(見軛) · 무명액(無明軛)의 4액(四軛)을 말한다. 4액과 4폭류(四暴流)는 의미 즉 뜻의 측면에서는 서로 다르지만 실체 즉 자성의 측면에서는 서로 동일하다.

### 집론·잡집론
대승불교의 유식유가행파의 논서 《집론》 제4권과 《잡집론》 제6권과 제7권에 따르면,
액(軛)은 번뇌의 다른 이름인 결(結) · 박(縛) · 수면(隨眠) · 수번뇌(隨煩惱) · 전(纏) · 폭류(暴流) · 액(軛) · 취(取) · 계(繫) · 개(蓋) · 주올(柱杌) · 구(垢) · 소해(燒害) · 전(箭) · 소유(所有) · 악행(惡行) · 누(漏) · 궤(匱) · 열(熱) · 뇌(惱) · 쟁(諍) · 치연(熾然) · 조림(稠林) · 구애(拘礙) 가운데 하나이다.
액(軛)은 장애이계(障礙離繫)을 뜻한다. 즉, 번뇌가 유정으로 하여금  이계(離繫) 즉 '속박을 벗어나는 것[離繫]'을 장애한다는 것을 뜻한다. 그리고 이와 같은 일은 유정이 청정(清淨)에 위배(違背)된 상태에 있음으로 인해 일어난다.
액(軛)은 특히 욕액(欲軛) · 유액(有軛) · 견액(見軛) · 무명액(無明軛)의 4액(四軛)을 말한다. 4액과 4폭류(四暴流)는 의미 즉 뜻의 측면에서는 서로 다르지만 실체 즉 자성의 측면에서는 서로 동일하다.

## 같이 보기
- 3도: 견도 · 수도 · 무학도
  - 견도: 16심 · 고법지인
  - 무학도: 34심
  - 성문 수행계위: 4향4과 - 10결(= 5하분결 + 5상분결)
  - 보살 수행계위: 52위
- 현관: 4제현관 · 6현관
- 유루와 무루
- 번뇌의 해석
- 번뇌의 다른 이름
  - 개 · 결 · 계 · 구 · 구애 · 궤 · 근 · 뇌 · 누 · 박 · 상해 · 소 · 소유 · 소해 · 수면 · 수번뇌 · 악행 · 액 · 열 · 유쟁 · 쟁 · 전 · 전 · 조림 · 주올 · 취 · 치연 · 폭류 · 화
- 번뇌의 작용
- 번뇌의 분류
  - 3루
  - 4액
  - 4취
  - 4폭류
  - 5부: 견고소단 · 견집소단 · 견멸소단 · 견도소단 · 수도소단 = 견소단 + 수소단
  - 5주지번뇌
  - 견혹 + 수혹 = 견소단 + 수소단 = 미리혹 + 미사혹 = 분별기 + 구생기
  - 근본번뇌 + 수번뇌
  - 번뇌장 + 소지장
- 번뇌 = 근본번뇌 + 수번뇌
  - 근본번뇌 = 수면
    - 3근본번뇌: 탐 · 진 · 치
    - 6수면: 탐 · 진 · 만 · 무명 · 견 · 의
    - 7수면: 욕탐 · 진 · 유탐 · 만 · 무명 · 견 · 의
    - 10수면: 탐 · 진 · 만 · 무명 · 유신견 · 변집견 · 사견 · 견취 · 계금취 · 의
    - 12수면: 욕탐 · 진 · 색탐 · 무색탐 · 만 · 무명 · 유신견 · 변집견 · 사견 · 견취 · 계금취 · 의
    - 98근본번뇌(설일체유부)
      - 견혹 = 견소단 = 미리혹 = 분별기: 설일체유부의 88근본번뇌
      - 수혹 = 수소단 = 미사혹 = 구생기: 설일체유부의 10근본번뇌

    - 128근본번뇌(유식유가행파)
      - 견혹 = 견소단 = 미리혹 = 분별기: 유식유가행파의 112근본번뇌
      - 수혹 = 수소단 = 미사혹 = 구생기: 유식유가행파의 16근본번뇌

  - 수번뇌 = 전
    - 8전 · 10전 · 6번뇌구
    - 19수번뇌(설일체유부)
      - 소번뇌지법의 10가지 모두: 분 · 부 · 간 · 질 · 뇌 · 해 · 한 · 첨 · 광 · 교
      - 대불선지법의 2가지 모두: 무참 · 무괴
      - 대번뇌지법의 6가지 가운데 5가지: 방일 · 해태 · 불신 · 혼침 · 도거
      - 부정지법의 8가지 가운데 2가지: 수면 · 악작

    - 20수번뇌(유식유가행파)
      - 소수번뇌심소의 10가지 모두: 분 · 한 · 부 · 뇌 · 질 · 간 · 광 · 첨 · 해 · 교
      - 중수번뇌심소의 2가지 모두: 무참 · 무괴
      - 대수번뇌심소의 8가지 모두: 도거 · 혼침 · 불신 · 해태 · 방일 · 실념 · 산란 · 부정지
- 번뇌 = 잡염 = 유부무기 + 불선
  - 유부무기
    - 욕계의 번뇌의 일부 · 색계의 번뇌 · 무색계의 번뇌
    - 4근본번뇌(말나식의 4번뇌: 아치 · 아견 · 아만 · 아애)

  - 불선 · 악
    - 욕계의 번뇌의 대다수
    - 불선근
    - 5악 · 10악
- 번뇌 = 108번뇌 = 98수면 + 10전
- 번뇌 = 개: 5개
- 번뇌 = 결: 2결 · 3결 · 4결 · 5결 · 9결 · 10결(= 5하분결 + 5상분결) · 98결 · 108결
- 번뇌 = 구애: 3구애 · 5구애
- 번뇌 = 뇌: 3뇌
- 번뇌 = 누: 3루
- 번뇌 = 박: 3박 · 4박
- 번뇌 = 사: 7사 · 10사 · 98사 · 128사
- 번뇌 = 악행: 3악행
- 번뇌 = 취: 2취 · 4취

## 참고 문헌
- 곽철환 (2003). 《시공 불교사전》. 시공사 / 네이버 지식백과. |title=에 외부 링크가 있음 (도움말)
- 무착 지음, 현장 한역, 이한정 번역 (K.572, T.1605). 《대승아비달마집론》. 한글대장경 검색시스템 - 전자불전연구소 / 동국역경원. K.572(16-157), T.1605(31-663). |title=에 외부 링크가 있음 (도움말)
- 미륵 지음, 현장 한역, 강명희 번역 (K.614, T.1579). 《유가사지론》. 한글대장경 검색시스템 - 전자불전연구소 / 동국역경원. K.570(15-465), T.1579(30-279). |title=에 외부 링크가 있음 (도움말)
- 세친 지음, 현장 한역, 권오민 번역 (K.955, T.1558). 《아비달마구사론》. 한글대장경 검색시스템 - 전자불전연구소 / 동국역경원. K.955(27-453), T.1558(29-1). |title=에 외부 링크가 있음 (도움말)
- 안혜 지음, 현장 한역, 이한정 번역 (K.576, T.1605). 《대승아비달마잡집론》. 한글대장경 검색시스템 - 전자불전연구소 / 동국역경원. K.576(16-228), T.1606(31-694). |title=에 외부 링크가 있음 (도움말)
- 운허.  동국역경원 편집, 편집. 《불교 사전》. |title=에 외부 링크가 있음 (도움말)
- 중현 지음, 현장 한역, 권오민 번역 (K.957, T.1563). 《아비달마장현종론》. 한글대장경 검색시스템 - 전자불전연구소 / 동국역경원. K.957(28-1), T.1563(29-777). |title=에 외부 링크가 있음 (도움말)
- (영어) DDB. 《Digital Dictionary of Buddhism (電子佛教辭典)》. Edited by A. Charles Muller. |title=에 외부 링크가 있음 (도움말)
- (중국어) 무착 조, 현장 한역 (T.1605). 《대승아비달마집론(大乘阿毘達磨集論)》. 대정신수대장경. T31, No. 1605, CBETA. |title=에 외부 링크가 있음 (도움말)
- (중국어) 미륵 조, 현장 한역 (T.1579). 《유가사지론(瑜伽師地論)》. 대정신수대장경. T30, No. 1579. CBETA. |title=에 외부 링크가 있음 (도움말)
- (중국어) 佛門網. 《佛學辭典(불학사전)》. |title=에 외부 링크가 있음 (도움말)
- (중국어) 星雲. 《佛光大辭典(불광대사전)》 3판. |title=에 외부 링크가 있음 (도움말)
- (중국어) 세친 조, 현장 한역 (T.1558). 《아비달마구사론(阿毘達磨俱舍論)》. 대정신수대장경. T29, No. 1558, CBETA. |title=에 외부 링크가 있음 (도움말)
- (중국어) 안혜 조, 현장 한역 (T.1606). 《대승아비달마잡집론(大乘阿毘達磨雜集論)》. 대정신수대장경. T31, No. 1606, CBETA. |title=에 외부 링크가 있음 (도움말)
- (중국어) 중현 조, 현장 한역 (T.1563). 《아비달마장현종론(阿毘達磨藏顯宗論)》. 대정신수대장경. T29, No. 1563, CBETA. |title=에 외부 링크가 있음 (도움말)